# هامور أزرق الترقيط
هامور أزرق الترقيط أو القد الصخري الأرجواني (الاسم العلمي Epinephelus cyanopodus)، نوع من الهامور وفصيلة القرفصية.